# Liste des variétés traditionnelles de blé du Canada
La liste des variétés traditionnelles de blé du Canada commence avec le blé 'Red Fife', qui fut la première variété de blé nommée et sélectionnée au Canada. Les sélectionneurs continuent d'utiliser les variétés de blé traditionnelles afin de créer de nouvelles variétés.
Des agriculteurs cultivent des variétés  de blé anciennes, ou « patrimoniales », dans le cadre de mouvements tels que le régime des 100 milles (100 Mile Diet), le « Locavorisme » ou Slow Food. Le blé 'Red Fife' est la première variété ancienne de blé préservée pour célébrer le « terroir » qui se situe à l'interaction entre le patrimoine génétique de la variété et les conditions de culture dans le territoire où elle est cultivée.
Il n'existe pas de blé indigène au Canada. Toutes les variétés cultivées dans ce pays ont des origines dans diverses parties du monde.

## Histoire
Dès 1812, l'Amérique du nord teste les blés d'hiver venus d'Ukraine et de Russie, grâce aux immigrants scandinaves, russes et ukrainiens qui s'installent sur le pourtour des Grands Lacs, en particulier au Canada (Manitoba, Saskatchewan et Alberta) mais aussi dans le Minnesota et le Dakota du Nord. Les immigrants allemands s'installent aussi au nord des grands Lacs américains. Ils tentent d'y faire pousser des blés de printemps, plus résistants aux rudes hivers, qu'ils importent d'Ukraine et de Russie.

## Variétés traditionnelles de blé du Canada
La liste présentée ci-dessous recense les variétés canadiennes de blé avec l'année où elles ont été officiellement reconnues, leur parenté, leur lieu de développement et divers commentaires.
Nota : les noms de variétés sont indiqués entre guillemets simples, selon les règles du Code international pour la nomenclature des plantes cultivées.
- 'Red Fife'[3], 1885, cette variété originaire d'Europe centrale a été cultivée à l'origine par David Fife, agriculteur à Peterborough en Ontario. Avec des rendements élevés, une bonne qualité, c'est un excellent blé pour la minoterie. Largement cultivé au Canada de 1860 à 1900, ce blé était devenu la norme de l'industrie.
- 'Ladoga', 1888, variété originaire de Russie. Précoce, génitrice de 'Preston' and 'Stanley'.
- 'Hard Red Calcutta',1890, variété d'origine indienne. Génitrice de 'Marquis', cette variété n'a jamais été cultivée commercialement au Canada.
- 'Stanley', 1895, 'Ladoga' × 'Red Fife'. Variété créée par Agriculture Canada à Ottawa. Variété apparentée à 'Preston' mais jamais largement cultivée.
- 'Preston', 1895, 'Ladoga' × 'Red Fife'. Mise au point par Agriculture Canada. Génitrice de 'Garnet
- 'Bishop'. 1904. Variété créée par Charles Saunders à la Ferme expérimentale centrale à Ottawa. 'Ladoga' × 'Gehun'.
- 'Marquis'[3], 1910, 'Red Fife' × 'Hard Red Calcutta'. Mise au point par Agriculture Canada (Ottawa). William Saunders réalisa le croisement à Agassiz en 1892. Charles Saunders l'a sélectionné à Ottawa, en utilisant un test de mastication pour en déterminer la qualité.
- 'Kitchener', 1911. Sélection issue de 'Marquis' mise au point par Agriculture Canada. Seager Wheeler réalisa la sélection, mais cette variété ne fut jamais aussi bonne que 'Marquis'.
- 'Prelude', 1913, 'Downey Gehun' × 'Fraser'. Mise au point par Agriculture Canada. Variété très précoce mais à rendement faible.
- 'Ruby', 1920, 'Downy Riga' × 'Red Fife'. Mise au point par Agriculture Canada. Cette variété mûrit 7 à 10 jours plus tôt que 'Marquis', mais est sensible à l'égrenage.
- 'Garnet', 1925. 'Preston' × 'Riga'. Mise au point par Agriculture Canada. Variété précoce, mûrissant dans des conditions fraîches.
- 'Red Bobs' 222, 1926. Sélectionnée à partir d' 'Early Triumph', elle-même issue d'une variété australienne appelée 'Bobs', à l'université de l'Alberta. C'est une variété précoce, sensible à la rouille, qui a été cultivée principalement dans l'Alberta.
- 'Reward', 1928. 'Marquis' × 'Prelude'. Mise au point par  Agriculture Canada. Blé précoce, de bonne qualité.
- 'Early Red Fife', 1932. 'Marquis' × 'Kanred'. Mise au point à l'université de l'Alberta. Mûrit trois jours plus tôt que 'Red Fife'.
- 'Canus', 1935. 'Marquis' × 'Kanred'. Mise au point à l'université de l'Alberta. Variété résistante à la pourriture racinaire et au charbon.
- 'Thatcher', 1935. 'Marquillo' × ('Marquis' × 'Kanred') 'Marquillo' = 'Marquis' × 'Lumillo' (Triticum durum). Mise au point à l'université du Minnesota. C'est la première d'une série de variétés résistantes à la rouille. Largement adaptable, de bonne qualité, elle représentait 70 % de la sole de blé canadienne en 1953.
- 'Rescue', 1946. 'Apex' × 'S-615' (type à tige pleine provenant du Portugal via l'Amérique du Nord). C.D.A. Ottawa. Variété à tige pleine sélectionnée  pour la résistance à la mouche à scie.
- 'Saunders', 1947. ('Hope' × 'Reward') × 'Thatcher'. Mise au point par  Agriculture Canada. Elle a été mise sur le marché rapidement sur la base d'essais approfondis dans la région de la rivière de la Paix (Alberta).
- 'Chinook', 1952. 'S-615' × 'Thatcher'. Mise au pont par Agriculture Canada, résistante à la mouche à scie.
- 'Selkirk', 1953. ('McMurachy' × 'Exchange') × 'Redman 3'. Mise au point par  Agriculture Canada. Variété résistant à la rouille des tiges 15B.
- 'Canthatch', 1959. 'Kenya Farmer' × 'Thatcher'. Mise au point par  Agriculture Canada. Type 'Thatcher' résistant aux races de la rouille des tiges 15B et 11.
- 'Cypress', 1962. 'Rescue' × 'Chinook' ('Chinook S-615' × 'Thatcher'). Mise au point par Agriculture Canada. Variété à tige pleine, sélectionnée pour la résistante à la mouche à scie.
- 'Park', 1963. ('Mida' × 'Cadet') × 'Thatcher'. Mise au point par  Agriculture Canada. Plus précoce et aux semences de meilleure qualité que 'Saunders'.
- 'Manitou', 1965. (('Frontana' × 'Thatcher') × ('Kenya Farmer' × 'Thatchers') × 'Red Egyptian' × 'Thatcher'). Mise au point par Agriculture Canada. Variété résistante à la rouille.
- 'Lemhi' 62, 1968. 'Federation' × 'Cicklon'. Mise au point par l'USDA. Blé tendre blanc de printemps.
- 'Neepawa', 1969. Similaire à 'Manitou'. Mise au point par Agriculture Canada. Plus précoce et donnant de meilleurs rendements que 'Thatcher'.
- 'Pitic 62', 1969. 'Yaktana 54' × ('Norin 10' × 'Brever'). Mise au point au Mexique. Fut le premier blé utilitaire homologué au Canada.
- 'Glenlea', 1972. ('Pembina2' × 'Bage') × 'CB200' Mise au point à l'université du Manitoba. Il s'agit d'un type de blé extra fort de l'Ouest canadien, avec un taux de gluten très élevé, et un meilleur rendement que 'Neepawa'
- 'Napayo', 1972. 'Manitou' × 'R1'. Mise au point par Agriculture Canada. Similaire à 'Manitou'.
- 'Springfield', 1972. Mostly Mexico. Mise au point dans l'Idaho. Type de blé tendre blanc à paille forte pour les zones irriguées.
- 'Canuck', 1974. 'Canthatch' × 'Mida' × 'Cadet' × 'Rescue'. Mise au point par Agriculture Canada. Ce blé était destiné à remplacer 'Cypress' et est résistant à la mouche à scie.
- 'Sinton', 1975. 'Thatcher' × 'Lee' × 'Kenya Farmer'. Mise au point par Agriculture Canada. Rendement équivalent à celui de 'Neepawa'.
- 'Norquay'. ('Lerma Rojo' × 'Sonora 64') × 'Justin'. Mise au point à l'université du Manitoba. Type de blé utilitaire.